# Onopordum cyrenaicum
Onopordum cyrenaicum là một loài thực vật có hoa trong họ Cúc. Loài này được Maire & Weiller mô tả khoa học đầu tiên năm 1939.